# Cecília Westphalen
Cecília Maria Westphalen (Lapa, 27 de abril de 1927 – Curitiba, 10 de março de 2004) foi uma historiadora e professora catedrática brasileira.

## Biografia
Bisneta do farmacêutico berlinense Eugênio Westphalen (sendo este filho de um burgomestre alemão e de uma dona de casa suíça), e filha de Pylades Westphalen e Palmira de Souza Westphalen, mudou-se, após terminar o primário na Lapa, em Irati, para Curitiba com seus pais e irmãos (Olympio e Edgar). Fez o curso Clássico no Colégio Estadual do Paraná e, em 1946, concluiu a Escola Normal no Instituto de Educação do Paraná.
Em 1950, formou-se em Geografia e História pela Faculdade de Filosofia, Ciências e Letras da Universidade Federal do Paraná, onde também graduou-se em Direito, em 1952. Antes disto, em 1951, já estava dando aulas no Colégio Estadual do Paraná.
Em 1957, tornou-se Professora Catedrática na Universidade Federal do Paraná, após concurso público para a cátedra de História Moderna e Contemporânea. Sua tese de cátedra, Carlos-Quinto, 1500/1558: seu Império universal, defendida em 1957, inseriu-se em uma historiografia preocupada com os fatos e suas cronologias, que buscava preencher lacunas e corrigir pesquisas anteriores.
A sua forma de olhar o passado esteve relacionada aos seus deslocamentos acadêmicos internacionais, sobretudo no que se refere ao contato com o historiador Fernand Braudel, e à proximidade com o grupo de professores que, em 1965, organizaria a criação da Associação Nacional de História (ANPUH).
Entre 1958 e 1959 cursou pós-graduação na Faculdade de Filosofia da Universidade de Colônia, Alemanha Oriental, e na 6ª Sessão da École Pratique des Hautes Études, em Paris, especializando-se em História Moderna e História Contemporânea.
Cecília possui mais de 200 trabalhos publicados no Brasil.

## Livros publicados
- Pequena História do Paraná - 1953
- Carlos Quinto, 1500/1558; Seu Império Universal - 1955
- Porto de Paranaguá, Um Sedutor - 1998